# Théâtre Arcada
Pour les articles homonymes, voir Arcada.
Le théâtre Arcada (anglais : Arcada Theater) est un théâtre situé à Saint Charles dans l'État de l'Illinois, sur la Rue Principale (qui devient North Avenue (Chicago) plus loin à l'est).
Le théâtre a été inauguré le jour de la Fête du Travail (Labor Day), le 6 septembre 1926, en se lançant dans la projection de films muets et la mise en scène de pièces de vaudeville. Il est toujours resté ouvert, sauf pour de brèves périodes de rénovation. Il est répertorié sur le Registre national des lieux historiques.

## Histoire

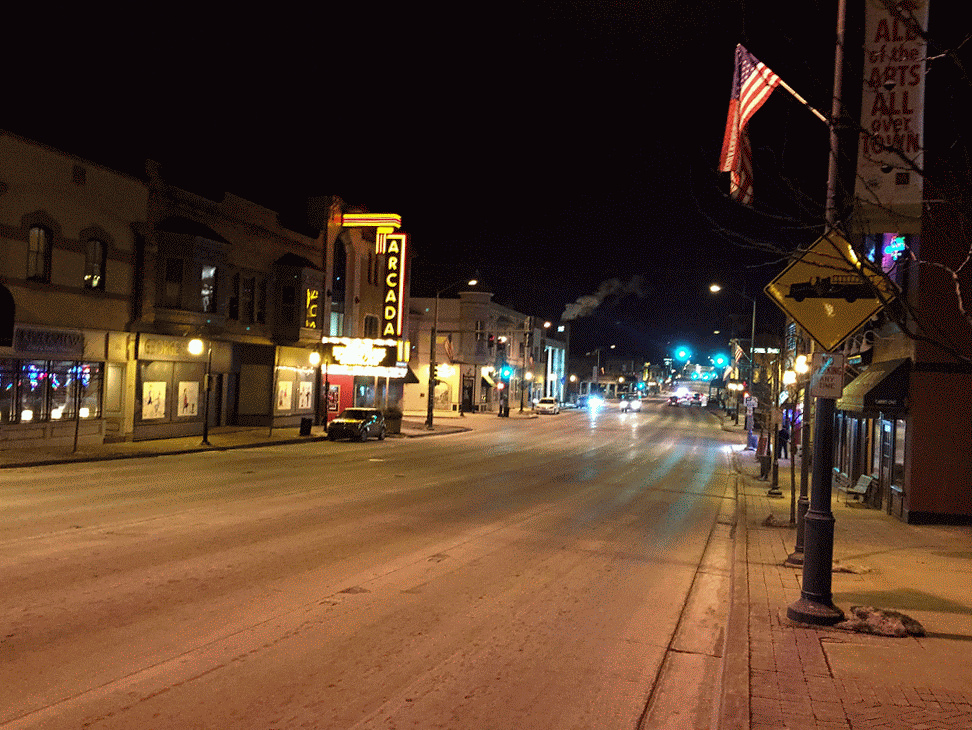
Le soir, après un concert en 2015

Le Théâtre Arcada a été construit en 1926 par Lester J. Norris, millionnaire local et dessinateur du Chicago Tribune. Le nouveau théâtre était l'exemple d'une valeur de 500 000 $  que la famille Norris avait confiance en l'avenir de Saint-Charles. Avec seulement 5 000 habitants dans la ville, plus de 1 009 sièges furent installés.
Lors de l'ouverture de l'Arcada, le public est venu en si grand nombre que des centaines de personnes ont été incapables de rentrer. Les habitants de Chicago arrivèrent par un train spécial pour voir la vedette du film La Dernière Frontière et les vaudevilles de Fibber McGee et Molly Lora. Les spectateurs assistèrent aussi à un récital sur l'orgue Marr and Colton (en) argent et rouge d'une valeur de 25 000 $, qui était orné de flamants roses sculptés.
L'Arcada a acquis la réputation d'être l'un des meilleurs théâtres de vaudevilles dans la vallée de la Rivière Fox. De nombreuses stars ont foulé la scène, y compris George Burns et Gracie Allen, Judy Garland, Edgar Bergen et Charlie McCarthy, Olivia de Havilland, John Philip Sousa, Liberace, Mitzi Gaynor, Cornelia Otis Skinner, Vincent Price, Carol Channing, Jeanette MacDonald, Walter Slezak et les Von Trapp Family Singers.
En mai 2005, Ron Onesti, président de La Onesti Entertainment Corporation (OEC), a pris possession des opérations du théâtre. Il n'est pas propriétaire du bâtiment de l'Arcada. Faisant usage de sa position en tant que producteur de spectacles de divertissement aux États-Unis, l'OEC a apporté des représentations de qualité, typiques du centre-ville des grandes villes, à l'extrême ouest de la banlieue de Chicago.
Aujourd'hui, le Théâtre Arcada est un théâtre de 897 sièges avec son orgue à tuyaux original qui s'élève du plancher de la scène. Parmi d'autres grands artistes, Les B-52, Mickey Rooney, Shirley MacLaine, Jerry Lewis, Dionne Warwick, Joan Rivers, Paul Anka, Kenny Rogers, Pat Benatar, Three Dog Night, Wayne Newton, Dana Carvey, Rich Little, Eric Burdon et Martin Short ont récemment été à l'affiche. Le théâtre est également une ressource pour la communauté des groupes et artistes locaux lorsqu'il n'est pas occupé par des événements majeurs.
Le comédien Andrew Dice Clay (en) a enregistré son Showtime spécial Indestructable au théâtre en août 2012.